# Middelste duivenkervel

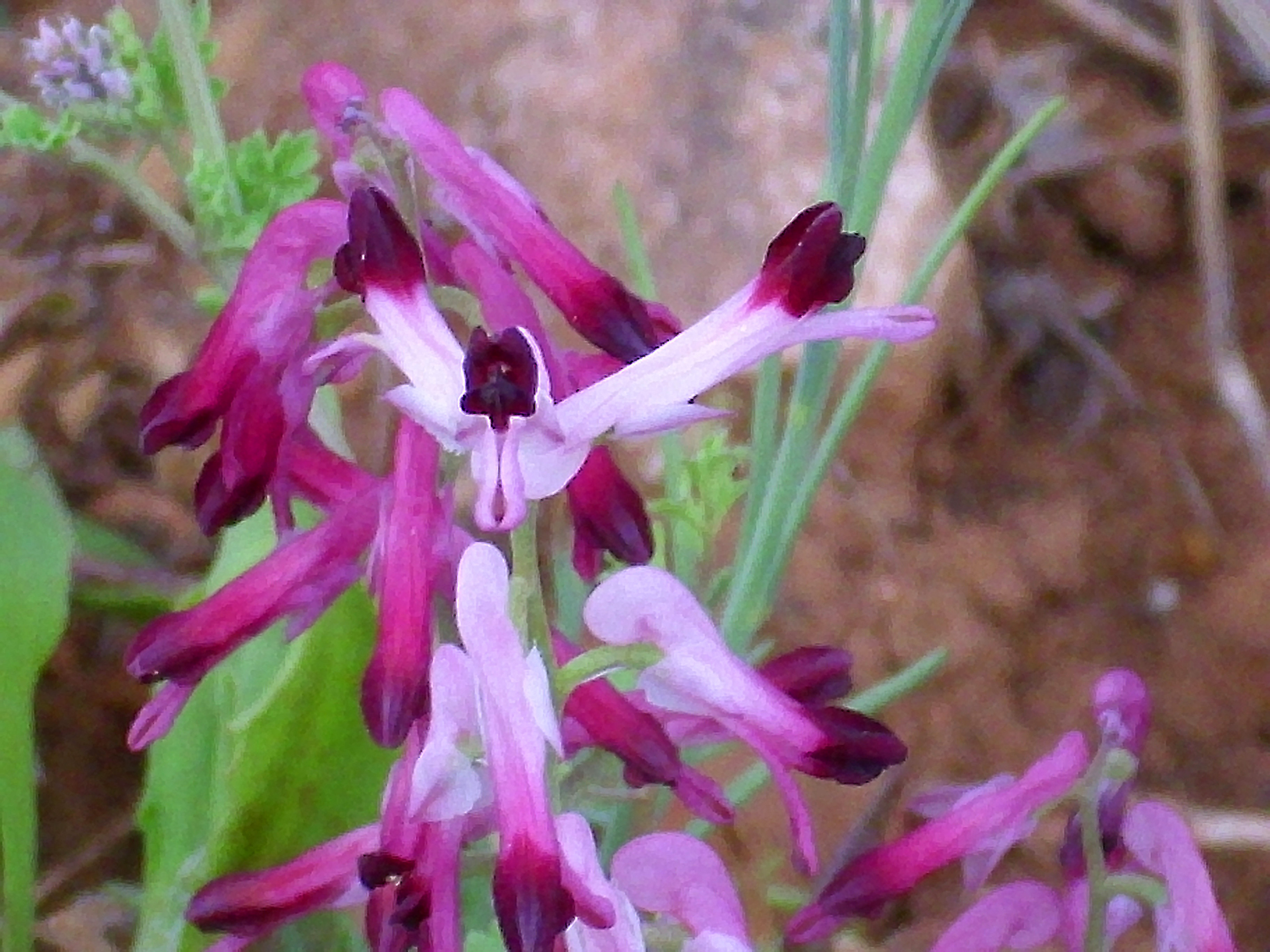
Close-up van de bloemen

Middelste duivenkervel (Fumaria muralis) is een vrij zeldzame plant uit de papaverfamilie.

## Beschrijving
Middelste duivenkervel wordt 20–70 cm hoog, heeft eironde tot langwerpige bladslippen en vrij losse bloeitrossen met 6-12(-15) bloemen die 10–14 mm lang zijn. De soort bloeit van mei tot september. De bloemkroon is rose met een aanmerkelijk donkerder top. De vruchtstelen zijn recht en schuin afstaand en dragen vruchten die bij rijpheid glad en 2-2,5 mm lang zijn. De groene vruchten kunnen bij de groeipunt openbarsten wanneer ze samengeperst worden.
In tegenstelling tot de gelijkende rankende duivenkervel zit er geen vlezige hals onder de vrucht.

## Groeiplaats
Middelste duivenkervel staat op zonnige en warme, vochtige, matig voedselrijke tot voedselrijke, matig stikstofrijke tot stikstofrijke, omgewerkte of verstoorde, goed gedraineerde, zwak zure tot zure zandgrond of op lichte rivierklei. Ze groeit in akkers en akkerranden, op braakliggende grond en hellingen, op muren en puinhopen, in humeuze ruigten en in sterk begraasde oude boomgaarden, in bermen, tuinheggen en in struwelen, in spoorbermen en op ruderale plaatsen.

## Verspreiding
De plant is inheems in West-Europa en wordt ook wel Atlantische kervel genoemd. Hij is geïntroduceerd en inmiddels ingeburgerd in onder meer Australië, Nieuw-Zeeland en Zuid-Afrika.
Het is een van de eerste exotische planten die in Zuid-Afrika naturaliseerde, waarschijnlijk via besmetting van Europees tarwezaad. Middelste duivenkervel was in die tijd een gebruikelijk onkruid van graangewassen. Carl Peter Thunberg was in het laatste deel van de 18e eeuw een van de eersten die exemplaren verzamelde. Hij constateerde dat de plant in het zuidwestelijk deel van de Kaapkolonie een vaste plaats had verworven, in botanische tuinen zowel als daarbuiten. Begin twintigste eeuw had de plant Namakwa, KwaZoeloe-Natal en Gauteng bereikt.
Middelste duivenkervel is vrij zeldzaam in het Nederlandse rivierengebied, in Gelderland, Twente en in de Achterhoek en zeldzaam in Noord-Brabant en het Drents- en Laagveendistrict.
In Vlaanderen is hij zeldzaam en vooral te vinden in de Zand- en Zandleemstreek.

## Gebruik
In tegenstelling tot bij de verwante Fumaria officinalis is van de plant geen medicinaal gebruik bekend.